# NGC 5403
NGC 5403 é uma galáxia espiral barrada (SBb) localizada na direcção da constelação de Canes Venatici. Possui uma declinação de +38° 10' 55" e uma ascensão recta de 13 horas, 59 minutos e 50,9 segundos.
A galáxia NGC 5403 foi descoberta em 16 de Maio de 1787 por William Herschel.